# Comtat de Ricla
El comtat de Ricla és un títol nobiliari espanyol de caràcter hereditari concedit per Felip II de Castella el 2 de gener de 1589 a Francisco Manuel de los Cobos y Luna, II marquès de Camarasa, senyor de Ricla, virrei d'Aragó i cavaller de l'Orde de Sant Jaume.

## Titulars
| Núm.                           | Titular                                                            | Període                        |
| Creació per Felip II d'Espanya | Creació per Felip II d'Espanya                                     | Creació per Felip II d'Espanya |
| ------------------------------ | ------------------------------------------------------------------ | ------------------------------ |
| II                             | Francisco Manuel de los Cobos y Luna                               | 1589-1612                      |
| II                             | Diego de los Cobos Guzmán y Luna                                   | ? -1637                        |
| III                            | Francisco de los Cobos y Centurión                                 | ? -1645                        |
| IV                             | Manuel de los Cobos y Luna                                         | 1646-1668                      |
| V                              | Baltasar Gómez de los Cobos y Luna                                 | 1668-1715                      |
| VI                             | Miguel Baltasar Sarmiento de los Cobos                             | 1715-1733                      |
| VII                            | María Micaela Gómez de los Cobos                                   | 1733-1761                      |
| VIII                           | Ambrosio de Funes Villalpando y Abarca de Bolea                    | 1748-1780                      |
| IX                             | Baltasara de los Cobos y Luna                                      | 1780-1791                      |
| X                              | Domingo Gayoso de los Cobos                                        | 1791-1803                      |
| XI                             | Joaquín María Gayoso de los Cobos y Bermúdez de Castro             | 1803-1849                      |
| XII                            | Francisco de Borja Gayoso Téllez-Girón de los Cobos Luna y Mendoza | 1849-1860                      |
| XIII                           | Jacobo Gayoso de los Cobos y Téllez-Girón                          | 1860-1871                      |
| XIV                            | Francisca de Borja Gayoso de los Cobos y Sevilla                   | 1871-1926                      |
| XV                             | Cristina Fernández de Henestrosa y Gayoso de los Cobos             | 1926-?                         |
| XVI                            | Ignacio Fernández de Henestrosa y Gayoso de los Cobos              | 1926-1948                      |
| XVII                           | Victoria Eugenia Fernández de Córdoba y Fernández de Henestrosa    | 1991-2003                      |
| XVIII                          | Ignacio de Medina y Fernández de Córdoba                           | 2003-2006                      |
| XIX                            | Ana Luna de Medina y Orleans-Braganza                              | 2006-actual                    |